# Dursun Akçam

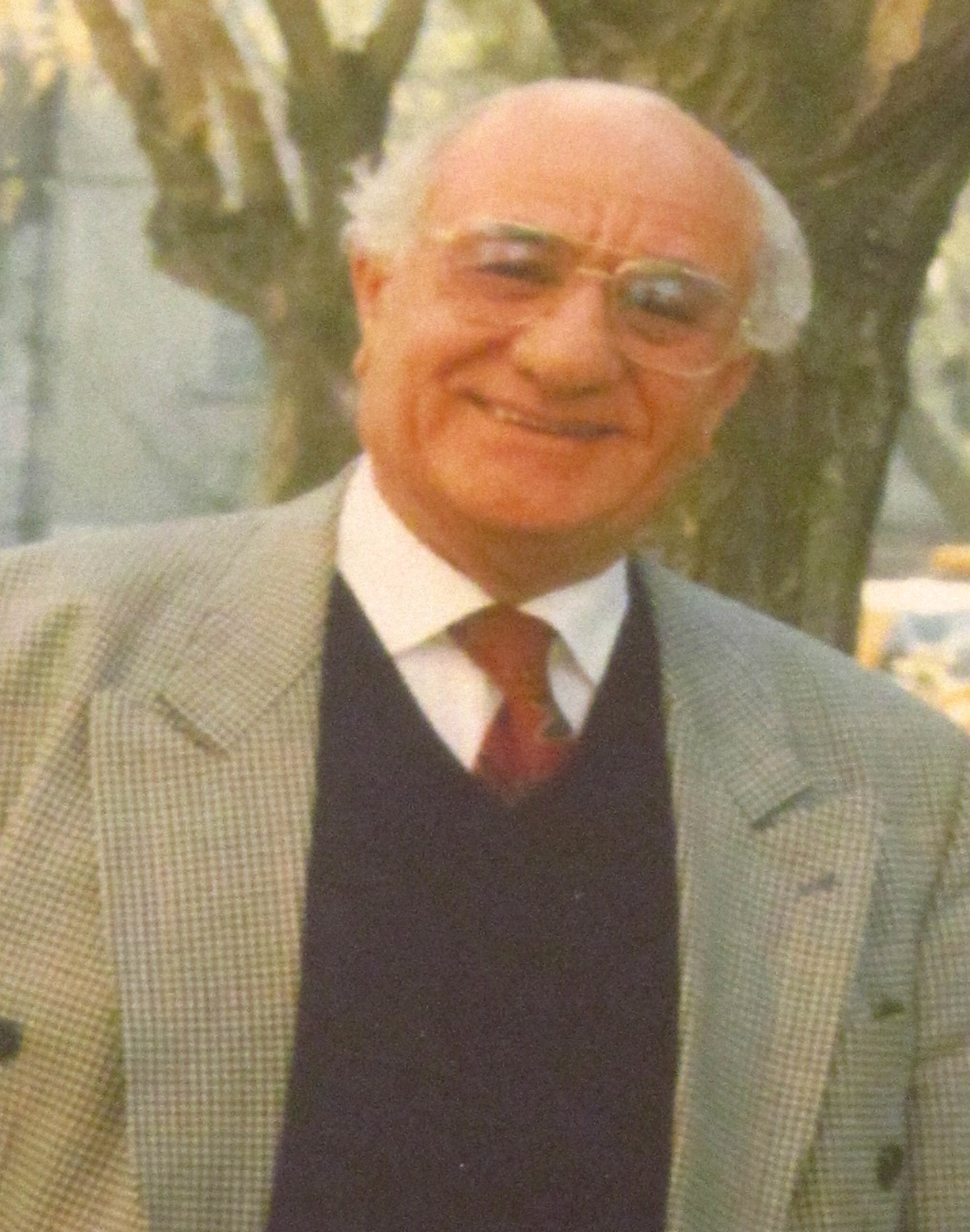
Dursun Akçam

Dursun Akçam (* 12. Juli 1930 in Ardahan, Türkei; † 19. September 2003 in Ankara) war ein türkischer Lehrer, Gewerkschafter, Journalist und Schriftsteller.

## Leben

### 1930–1971
Dursun Akçam wurde in dem Dorf Ölcek nahe der Kleinstadt Ardahan im Nordosten der Türkei geboren. Seine Mutter gebar 13 Kinder, von denen nur sechs überlebten. In der unterentwickelten Region Kars-Ardahan kam es in der Zeit seiner Kindheit und Jugend immer wieder zu Hungersnöten. Akçam wurde zunächst Landarbeiter. Die schwere Feldarbeit, die damals noch weitestgehend von Hand erledigt werden musste, verarbeitete er 1955 in seinem ersten Roman unter dem Titel „Komödie“. Dieser Roman war der Anfang einer systematischen Aufarbeitung eigener Lebenserfahrungen, verbunden mit einer präzisen Beobachtungsgabe des Lebens im Nordosten Anatoliens, wo der Kampf gegen Naturgewalten, Hunger und Elend sowie die strengen Regeln eines geschlossenen Gesellschaftssystems unter dem Druck von Religion, Verwaltung und Großgrundbesitzern den Alltag der Dorfbewohner bestimmen. 1945 wurde Akçam in einem der seit 1940 überall in der Türkei zur Lehrerausbildung gegründeten Dorfinstitute, den „Köy Enstitüleri“, aufgenommen. Danach arbeitete er als Lehrer in verschiedenen Dorfinstituten seiner Heimat und der Nachbarregion Kars. 1956–1958 absolvierte Akçam ein Studium der Literaturwissenschaften an der Hochschule für Erziehung in Ankara (Eğitim Enstitüsü). 1958 wurde er Lehrer für Literatur an der Mittelschule in Ardahan. Dann leistete er seinen Militärdienst als Lehrer für Literatur an der Militärhochschule Kuleli in Istanbul. Von 1960 bis 1963 war er Lehrer und Rektor an Gymnasien in Kırıkkale und Keskin. 1963 zog die Familie von Kırıkkale nach Ankara, wo er bis 1971 als Lehrer arbeitete.

### 1971–1980
Akçam war zweiter Vorsitzender der größten türkischen Lehrergewerkschaft TÖS und an Tarifverhandlungen beteiligt. Nach dem Militärputsch 1971 wurde er deshalb verhaftet. Mitgefangene erinnerten sich, dass Akçam zur geistigen Erbauung der Häftlinge aus klassischen Werken der westlichen Aufklärung, wie beispielsweise des Pädagogen Johann Heinrich Pestalozzi, frei rezitierte. Nach monatelangen Gefängnisaufenthalt wurde Akçam entlassen und zunächst von der Arbeit suspendiert, dann wieder eingestellt und in entlegene Gebiete der Türkei entsandt. Aus den ständigen Repressalien seitens der Schulbehörde zog Akçam die Konsequenz, seine Arbeit als Lehrer zu quittieren und als freier Journalist zu arbeiten.
Seine ersten journalistischen Arbeiten waren Reportagen über seine Geburtsregion Kars-Ardahan im äußersten Osten der Türkei. Diese Region galt in infrastruktureller, ökonomischer und sozialer Hinsicht als unterentwickelt und von der türkischen Zentralregierung als vernachlässigt. Die soziale Ungleichheit gegenüber dem weiterentwickelten westlichen Regionen der Türkei manifestierte sich am deutlichsten durch bittere Armut und mangelhafter Versorgung der Bevölkerung durch Nahrungsmittel bis hin zu Hungersnöten. Akçam wies in seinen Publikationen den amtierenden Regierungen in der Türkei nach, dass hinter diesen menschenverachtenden Missständen ein erklärter politischer Wille stand. Die Verbesserung der Lebensverhältnisse seiner Landsleute, gerechtere und verbesserte Bildungschancen für junge wie für ältere Menschen, die Gleichstellung von Frau und Mann in der türkischen Gesellschaft, aber auch die Suche nach Wegen zu mehr Prosperität für seine Heimatregion, standen im Fokus seiner journalistischen aber auch seiner literarischen Arbeiten. Nationale Bekanntheit erlangte Akçam durch seine sozialkritischen Interviews, wie beispielsweise „Unsere Mütter“, in dem er über den Alltag Not leidender Frauen in Ostanatolien schrieb. Er war Preisträger diverser journalistischer Preise und anderer Auszeichnungen, wie beispielsweise des Preises 1975 des Institutes für türkische Sprache.
Die Deutsche Gesellschaft zur Förderung vergessener und exilierter Literatur hatte das literarische Werk Dursun Akçams 1991 rekonstruiert und kam zu folgender Einschätzung: „Dursun Akçam entwickelte eine eigne kunstvolle Form, die Dokumentation und Erzählung verbindet. Sie erlaubte es ihm, neben einem großen unbekannten Schatz lokaler farbiger Worte und Wendungen der Ostanatolischen Umgangssprache auch eine Fülle von volkskundlichen Elementen aufzunehmen und festzuhalten: Lieder und Reime, Sitten und Gebräuche, Glaube und Aberglaube. Dursun Akçam verschaffte seinen Landsleuten Gehör und Zuwendung und dabei verzichtete er auf stilistischen Schmuck und Schnörkel, allein die Identifizierung mit seinen Mitmenschen ludt seine Sprache auf und erzeugte Nähe, die beunruhigend wirkte. Vor dem detailreichen Hintergrund türkischen Zeitgeschehens entstanden beschämende Dokumente vom gemeinsamen Leben der kleinen Leute, die vor Hunger starben in einer Welt, in der Armut und Unehrenhaftigkeit verschmelzen, in der der Mensch in seinem Elend zum Tier gemacht wurde und das Leben der Frau ein einziges haarsträubendes Drama ist.“

### 1980–2003

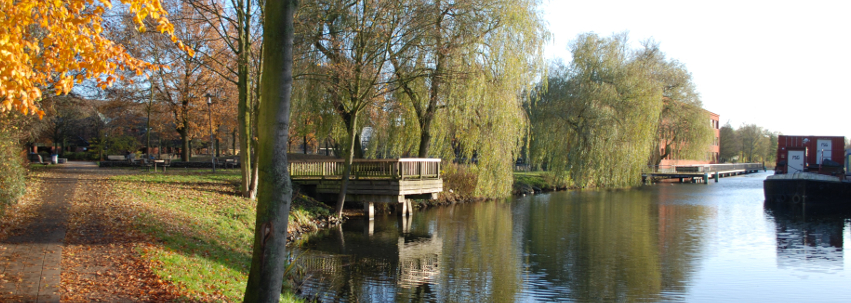
Dursun-Akçam-Ufer in Hamburg-Wilhelmsburg

1979 gründete Dursun Akçam mit anderen den „demokrat“, eine linksliberale Tageszeitung im Stile der taz. Nach dem dritten Militärputsch und der Verhängung des Kriegsrechts 1980 durch Kenan Evren wurde der „demokrat“ verboten. Aber dies war nicht der alleinige Grund für Akçams politisches Exil nach Hamburg. Dursun Akçam begleitete seine Landsleute literarisch auf ihren Wegen: zunächst in die türkischen Großstädte und später in die Metropolen Westeuropas. Schon 1977, bei seinem ersten Aufenthalt in Deutschland, hatte er „Altta Kalanlar“ (sie bleiben unten) verfasst, ein Buch über den alltäglichen deutschen Rassismus gegenüber seinen Landsleuten. 1980 veröffentlichte er ein weiteres Buch, „Alaman Ocagi“ Deutsches Heim – Glück allein. Wie Türken Deutsche sehen, das von der Militärjunta verboten wurde. Akçam wurde angeklagt, die nationalen Gefühle verletzt und die Türkei beleidigt zu haben erhielt ein bis 1991 aufrechterhaltenes Einreiseverbot. In Hamburg lebte sein Sohn, der Historiker Taner Akçam.
Im deutschen Exil publizierte Dursun Akçam den „demokrat türkiye“ und veröffentlichte 1982 „Alaman Ocagi“ in Deutsch und Türkisch. René und Heinrich Böll finanzierten die deutsche Erstauflage. Obwohl Dursun Akçam materielle und ideelle Hilfe von der 'Taz' erhielt, gelang es ihm nicht an seine publizistischen Erfolge in der Türkei anzuknüpfen. Durch Vermittlung prominenter Hamburger Sozialdemokraten wie dem ehemaligen Bundestagsabgeordneten Freimut Duve und dem ehemaligen Mitglied der Hamburger Bürgerschaft Bodo Schümann fand Akçam eine Anstellung im Rahmen einer Arbeitsbeschaffungsmaßnahme bei den Bücherhallen Hamburg-Wilhelmsburg und Kirchdorf. Seine Aufgaben waren die Bestandspflege der türkischen Literatur, die literarische Beratung türkischsprachiger Kunden und das Vorlesen für Kinder und Jugendliche. Akçam organisierte zweisprachige Dichterlesungen bekannter türkischer Autoren, Kunstausstellungen und in Zusammenarbeit mit dem Bürgerhaus Wilhelmsburg, Gedicht-, Aufsatz-, Vorlese- und Malwettbewerbe für Schüler Wilhelmsburger Schulen und internationale Feste mit musikalischer Begleitung. Für seine interkulturellen Verdienste ehrte ihn die Stadt Hamburg 2015 mit der Benennung des Wanderweges am Veringkanal als „Dursun-Akçam-Ufer“.
Nach seiner Pensionierung 1995 kehrte Akçam in die Türkei zurück und gründete 1999 mit anderen den TİHAK (Türkiye İnsan Hakları Kurumu Vakfı) – eine Menschenrechtsstiftung, die in ihrer politischen Ausrichtung mit Amnesty International vergleichbar ist. 2003 starb er in Ankara an einem Krebsleiden. Nach seinem Tod gründete die Familie die „Kulturstiftung Dursun Akcam“ zur Förderung der Kultur und zur Verbesserung der Bildungschancen der Bevölkerung Ardahans. So wurde die erste und bisher einzige Bibliothek im Ort gegründet. Die Stiftung organisiert außerdem kostenlose Theater-, Musik- und Volksmusik-Workshops und unterstützt eltern- oder mittellose Studenten.

## Werk
Sein deutsch-türkisches Buch Deutsches Heim – Glück allein. Wie Türken Deutsche sehen (1982 – Übersetzer: Helmut Oberdiek) wurde später von Mark Terkessidis mit dem bekannteren Werk Kanak Sprak – 24 Mißtöne vom Rande der Gesellschaft (1995), das dreizehn Jahre später erschien, verglichen. Zu Akçams veröffentlichtem Werk gehören insgesamt vierzehn Bücher, darunter Romane ebenso wie wissenschaftliche Untersuchungen.